# Hans Morgentau
Hans Joahim Morgentau (17. februar 1904 – 19. jul 1980) bio je jedan od vodećih figura dvadesetog veka u studijama međunarodnih odnosa. Morgentauovi radovi pripadaju tradiciji realizma u teoriji međunarodnih odnosa, i on se obično smatra, zajedno sa Džordžom F. Kenanom i Rajnholdom Niburom, jednim od troje vodećih američkih realista iz perioda posle Drugog svetskog rata. Morgentau je dao značajan doprinos teoriji međunarodnih odnosa i proučavanju međunarodnog prava. Njegova Politika među narodima, koja je prvi put objavljena 1948. godine, prošla je kroz pet izdanja tokom njegovog života.
Morgentau je takođe široko pisao o međunarodnoj politici i američkoj spoljnoj politici za publikacije u opštoj cirkulaciji, kao što su Novi lider, Komentar, Svetski pogled, Njujorški pregled knjiga i Nova Republika. On je poznavao je i dopisivao se sa mnogim vodećim intelektualcima i piscima svog doba, poput Rajnholda Nibura, Džordža F. Kenan, Karlom Šmit i Hanom Arent. U jednom trenutku tokom ranog Hladnog rata, Morgentau je bio savetnik američkog Stejt departmenta kada je Kenan bio na čelu njegovog osoblja za planiranje politike, a drugi put tokom administracija Kenedija i Džonsona, dok ga Džonson nije otpustio kada je počeo javno da kritikuje američku politika u Vijetnamu. Tokom većeg dela njegove karijere Morgentau je smatran uvaženim akademskim tumačem američke spoljne politike.

## Obrazovanje, karijera i lični život
Morgentau je rođen u  Aškenaskoj jevrejskoj porodici u Koburgu, Saksen-Koburgu i Goti, Nemačka 1904. Nakon pohađanja Kazimirijana, nastavio je školovanje na univerzitetima u Berlinu, Frankfurtu i Minhenu. Doktorirao je 1929. godine sa tezom pod nazivom Međunarodna jurisdikcija: njena priroda i granice, a postdoktorski rad je nastavio na Institutu za međunarodne studije u Ženevi, Švajcarska.
Predavao je i bavio se pravom u Frankfurtu pre nego što je 1937. emigrirao u Sjedinjene Države, nakon nekoliko privremenih godina u Švajcarskoj i Španiji. Jedan od njegovih prvih poslova u SAD bio je predavanje u večernjoj školi na Bruklinskom koledžu. Od 1939. do 1943. Morgentau je predavao u Kanzas Sitiju i predavao u tamošnjoj kongregaciji Keneset Izrael Šalom. Morgentau je zatim bio profesor na Univerzitetu u Čikagu do 1973. godine, kada je preuzeo profesorsku katedru na Gradskom univerzitetu u Njujorku (CUNY).
Morgentau je bio izabrani član Američke akademije umetnosti i nauka i Američkog filozofskog društva.
Kada se preselio u Njujork, Morgentau se razdvojio od svoje supruge, koja je ostala u Čikagu delom zbog zdravstvenih problema. On je izvestio da je pokušao da pokrene planove da započne novu vezu dok je bio u Njujorku, sa Etel Person (um. 2012), psihijatrom na Univerzitetu Kolumbija.
Dana 8. oktobra 1979. Morgentau je bio jedan od putnika na Swissair letu 316, koji se srušio dok je pokušavao da sleti na međunarodni aerodrom Atina-Elinikon. Let je bio na putu za Bombaj i Peking.
Morgentau je umro 19. jula 1980, ubrzo nakon što je primljen u bolnicu Lenok Hil u Njujorku sa perforiranim čirom. Sahranjen je u Čabadu na groblju Montefior, u blizini Lubavičerskog Rebea, sa kojim je imao odnos poštovanja.

## Literatura
- Bain, William. "Deconfusing Morgenthau: Moral Inquiry and Classical Realism Reconsidered." (2000). „Deconfusing Morgenthau: Moral inquiry and classical realism reconsidered”. Review of International Studies. 26 (3): 445—64. S2CID 145551360. doi:10.1017/S0260210500004459..
- Behr, Hartmut, and Amelia Heath. (2009). „Misreading in IR Theory and Ideology Critique: Morgenthau, Waltz and Neo-Realism.”. Review of International Studies. 35 (2009): 327—49. S2CID 145658584. doi:10.1017/S0260210509008547..
- Bell, Duncan, ed. Political Thought and International Relations: Variations on a Realist Theme. Oxford: Oxford University Press, 2008.
- Bird, Kai. (2000). The Color of Truth: McGeorge Bundy and William Bundy: Brothers in Arms. Simon and Schuster.,
- Conces, Rory J. (2009). „Rethinking Realism (or Whatever) and the War on Terrorism in a Place Like the Balkans.”. Theoria. 56 (120): 81—124. doi:10.3167/th.2009.5612006..
- Cozette, Murielle. (2008). „Reclaiming the Critical Dimension of Realism: Hans J. Morgenthau on the Ethics of Scholarship.”. Review of International Studies. 34 (2008): 5—27. S2CID 146600813. doi:10.1017/S0260210508007882..
- Craig, Campbell. Glimmer of a New Leviathan: Total War in the Realism of Niebuhr, Morgenthau, and Waltz. New York: Columbia University Press, 2003.
- Donnelly, Jack. Realism and International Relations. Cambridge: Cambridge University Press, 2000.
- Frei, Christoph. Hans J. Morgenthau: An Intellectual Biography. Baton Rouge: Louisiana State University Press, 2001.
- Gellman, Peter. (1988). „Hans J. Morgenthau and the Legacy of Political Realism.”. Review of International Studies. 14 (1988): 247—66. S2CID 144997130. doi:10.1017/S0260210500113130..
- Goldstein, Gordon. (2009). Lessons in Disaster: McGeorge Bundy and the Path to War in Vietnam.
- Greenberg, Udi. The Weimar Century: German Émigrés and the Ideological Foundations of the Cold War. Princeton University Press, 2014.
- Griffiths, Martin. Realism, Idealism and International Politics. London: Routledge, 1992.
- Guilhot, Nicolas (2008). „The Realist Gambit: Postwar American Political Science and the Birth of IR Theory”. International Political Sociology. 4 (2): 281—304. doi:10.1111/j.1749-5687.2008.00052.x..
- Hacke, Christian, Gottfried-Karl Kindermann, and Kai M. Schellhorn, eds. The Heritage, Challenge, and Future of Realism: In Memoriam Hans J. Morgenthau (1904–1980). Göttingen, Germany: V&R unipress, 2005.
- Hoffmann, Stanley. "Hans Morgenthau: The Limits and Influence of 'Realism'." In Janus and Minerva. Boulder, CO.: Westview, 1987, pp. 70–81.
- Jütersonke, Oliver (2006). „Hans J. Morgenthau on the Limits of Justiciability in International Law”. Journal of the History of International Law. 8 (2): 181—211. doi:10.1163/157180506779884446..
- Kane, John. Between Virtue and Power: The Persistent Moral Dilemma of U.S. Foreign Policy, Yale University Press, 2008, chapter 15.
- Kaplan, Robert D. The Revenge of Geography: What the Maps Tell Us About the Coming Conflicts and the Battle Against Fate. 2012. ISBN 978-1-4000-6983-5. New York: Random House.
- Klusmeyer, Douglas (2009). „Beyond Tragedy: Hannah Arendt and Hans Morgenthau on Responsibility, Evil and Political Ethics”. International Studies Review. 11 (2): 332—351. doi:10.1111/j.1468-2486.2009.00851.x..
- Koskenniemi, Martti. The Gentle Civilizer of Nations: The Rise and Fall of International Law 1870–1960 (Hersch Lauterpacht Memorial Lectures).
- Lang, Anthony F., Jr., ed. Political Theory and International Affairs: Hans J. Morgenthau on Aristotle's The Politics. Westport, CT: Praeger, 2004.
- Lebow, Richard Ned. The Tragic Vision of Politics. Cambridge: Cambridge University Press, 2003.
- Little, Richard. The Balance of Power in International Relations: Metaphors, Myths and Models. Cambridge: Cambridge University Press, 2007.
- Mazur, G.O., ed. One Hundred Year Commemoration to the Life of Hans Morgenthau. New York: Semenenko, 2004.
- Mazur, G.O., ed. Twenty-Five Year Memorial Commemoration to the Life of Hans Morgenthau. New York: Semenenko Foundation, Andreeff Hall, 12, rue de Montrosier, 92200 Neuilly, Paris, France, 2006.
- Mearsheimer, John J. „Hans Morgenthau and the Iraq War: Realism Versus Neo-Conservatism.”. openDemocracy.net (2005)..
- Mearsheimer, John J. and Walt, Stephen (2007). The Israel Lobby and U.S. Foreign Policy. Macmillan. ISBN 978-0-374-17772-0.. New York: Farrar, Straus and Giroux.
- Milne, David. (2008). America's Rasputin: Walt Rostow and the Vietnam War.
- Mollov, M. Benjamin. Power and Transcendence: Hans J. Morgenthau and the Jewish Experience. Lanham, MD: Rowman and Littlefield, 2002.
- Molloy, Sean. (2009). „Aristotle, Epicurus, Morgenthau and the Political Ethics of the Lesser Evil.” (PDF). Journal of International Political Theory. 5 (2009): 94—112. S2CID 145422422. doi:10.3366/E1755088209000342..
- Molloy, Sean. The Hidden History of Realism: A Genealogy of Power Politics. New York: Palgrave, 2006.
- Murray, A. J. H. (1996). „The Moral Politics of Hans Morgenthau”. The Review of Politics. 58 (1): 81—107. S2CID 182840843. doi:10.1017/S0034670500051676..
- Myers, Robert J. "Hans J. Morgenthau: On Speaking Truth to Power." (1992). „Hans J. Morgenthau: On speaking truth to power”. Society. 29 (2): 65—71. S2CID 145332992. doi:10.1007/BF02698523..
- Neacsu, Mihaela. Hans J. Morgenthau's Theory of International Relations: Disenchantment and Re-Enchantment. Basingstoke: Palgrave Macmillan, 2009.
- Peterson, Ulrik. "Breathing Nietzsche's Air: New Reflections on Morgenthau's Concept of Power and Human Nature." (1999). „Breathing Nietzsche's Air: New Reflections on Morgenthau's Concepts of Power and Human Nature”. Alternatives. 24 (1): 83—113. S2CID 148275927. doi:10.1177/030437549902400104..
- Pin-Fat, V. (2005). „The metaphysics of the national interest and the 'mysticism' of the nation-state: Reading Hans J. Morgenthau”. Review of International Studies. 31 (2): 217—36. S2CID 145440281. doi:10.1017/S026021050500642X..
- Rice, Daniel. (2013). Reinhold Niebuhr and His Circle of Influence. University of Cambridge Press.,
- Rösch, Felix (2014). „Pouvoir , puissance , and politics: Hans Morgenthau's dualistic concept of power?”. Review of International Studies. 40 (2): 349—365. S2CID 143514064. doi:10.1017/S0260210513000065.
- Rösch, Felix.  Power, Knowledge, and Dissent in Morgenthau's Worldview. New York: Palgrave Macmillan. 2015.
- Rohde, Christoph. Hans J. Morgenthau und der weltpolitische Realismus: Die Grundlegung einer realistischen Theorie. P. Weidmann und Christoph Rohde von VS Verlag für Sozialwissenschaften (16. Februar 2004)
- Rosenthal, Joel H. Righteous Realists: Political Realism, Responsible Power, and American Culture in the Nuclear Age. Baton Rouge: Louisiana State University Press, 1991.
- Russell, Greg. Hans J. Morgenthau and the Ethics of American Statecraft. Baton Rouge: Louisiana State University Press, 1990.
- Scheuerman, William E. Hans Morgenthau: Realism and Beyond. Cambridge: Polity, 2009.
- Scheuerman, William E. (2008). „Realism and the Left: The Case of Hans J. Morgenthau.”. Review of International Studies. 34 (2008): 29—51. S2CID 143764472. doi:10.1017/S0260210508007894..
- Schuett, Robert (2007). „Freudian roots of political realism: The importance of Sigmund Freud to Hans J. Morgenthau's theory of international power politics”. History of the Human Sciences. 20 (4): 53—78. S2CID 145263460. doi:10.1177/0952695107082491..
- Schuett, Robert. Political Realism, Freud, and Human Nature in International Relations: The Resurrection of the Realist Man. New York: Palgrave Macmillan, 2010.
- Shilliam, Robbie (2007). „Morgenthau in Context: German Backwardness, German Intellectuals and the Rise and Fall of a Liberal Project”. European Journal of International Relations. 13 (3): 299—327. S2CID 145581007. doi:10.1177/1354066107080124..
- Smith, Michael J. Realist Thought from Weber to Kissinger. Baton Rouge: Louisiana State University Press, 1986.
- Spegele, Roger D. Political Realism in International Theory. Cambridge University Press, 1996.
- Thompson, Kenneth W., and Robert J. Myers, eds. Truth and Tragedy: A Tribute to Hans J. Morgenthau. augmented ed. New Brunswick, NJ: Transaction, 1984.
- Tickner, J. Ann (1988). „Hans Morgenthau's Principles of Political Realism: A Feminist Reformulation”. Millennium: Journal of International Studies. 17 (3): 429—40. S2CID 145564545. doi:10.1177/03058298880170030801..
- Tjalve, Vibeke Schou. Realist Strategies of Republican Peace: Niebuhr, Morgenthau, and the Politics of Patriotic Dissent. New York: Palgrave, 2008.
- Tsou, Tang. America's Failure in China, 1941–50.
- Turner, Stephen, and G.O. Mazur (2009). „Morgenthau as a Weberian Methodologist”. European Journal of International Relations. 15 (3): 477—504. S2CID 145718784. doi:10.1177/1354066109338242..
- Walker, R.B.J. „Realism and Change”. Inside/Outside: International Relations as Political Theory.. (Cambridge U.P., 1993), pp. 104–124.
- Williams, Michael C., ed. Realism Reconsidered: The Legacy of Hans Morgenthau in International Relations. Oxford: Oxford University Press, 2007.
- Williams, Michael C. The Realist Tradition and the Limits of International Relations. Cambridge: Cambridge University Press, 2005.
- Williams, Michael C. (2004). „Why Ideas Matter in International Relations: Hans Morgenthau, Classical Realism, and the Moral Construction of Power Politics.”. International Organization. 58 (4): 633—65. doi:10.1017/S0020818304040202..
- Wong, Benjamin (2000). „Hans Morgenthau's Anti-Machiavellian Machiavellianism”. Millennium: Journal of International Studies. 29 (2): 389—409. S2CID 143700385. doi:10.1177/03058298000290020901..
- Young-Bruehl, Elizabeth. Hannah Arendt: For Love of the World, Second Edition, Yale University Press, 2004.
- Zambernardi, Lorenzo. I limiti della potenza. Etica e politica nella teoria internazionale di Hans J. Morgenthau. Bologna: Il Mulino, 2010.

## Spoljašnje veze
- Guide to the Hans Morgenthau Collection at the Leo Baeck Institute, New York.